# Illington
Illington är en ort i Wretham, Breckland, Storbritannien. Den ligger i grevskapet Norfolk och riksdelen England, i den sydöstra delen av landet, 130 km nordost om huvudstaden London. Illington ligger 41 meter över havet. Illington var en civil parish fram till 1935 när blev den en del av Wretham. Civil parish hade 53 invånare år 1931. Byn nämndes i Domedagsboken (Domesday Book) år 1086, och kallades då Illinketuna.
Terrängen runt Illington är mycket platt. Runt Illington är det ganska tätbefolkat, med 96 invånare per kvadratkilometer. Närmaste större samhälle är Thetford, 9,8 km sydväst om Illington. Trakten runt Illington består till största delen av jordbruksmark.